# شهرستان ماجیانگ
شهرستان ماجیانگ (به لاتین: Majiang County) یک منطقهٔ مسکونی در چین است که در کیاندونگنان واقع شده‌است.